# Gefecht bei Kirchberg
Etzel · Pfäffikon · Grüningen I · Freienbach · Blickensdorf · Hirzel · Bremgarten · Regensberg · Grüningen II · St. Jakob an der Sihl · Greifensee · St. Jakob an der Birs · Erlenbach I · Koblach · Sargans · Wil · Kirchberg · Wolfhalden · Obertoggenburg · Wigoltingen · Erlenbach II · Männedorf · Wollerau · Ragaz
Das Gefecht bei Kirchberg wurde am 11. Juni 1445 im Verlaufe des Alten Zürichkriegs im unteren Toggenburg (Schweiz) ausgetragen.
Die Gegner waren auf der einen Seite Truppen von Freiherr Petermann von Raron, der als Herr von Toggenburg auf der Seite der eidgenössischen Orte stand, und auf der anderen Seite Truppen der Habsburger, vornehmlich aus der Stadt Winterthur. Diese militärische Begegnung stand im Zusammenhang mit der gleichentags stattfindenden Schlacht bei Wolfhalden.

## Vorgeschichte
Die Grafschaft Toggenburg, deren Landleute im Dezember 1436 ins Landrecht der eidgenössischen Orte Schwyz und Glarus traten, wurde seit dem 14. November 1437 von Petermann von Raron regiert. Dieser trat am 15. März 1440 selbst ins Landrecht der beiden Orte und am 2. November 1440 offiziell auf der Seite der eidgenössischen Orte in den Krieg ein. Durch den Kriegseintritt des Zugewandten Ortes Appenzell am 30. April 1444, die Kriegseintritte des Grafen Heinrich II. von Werdenberg-Sargans († ca. 1447) und des Feldkircher Vogts Wolfhart V. von Brandis am 30. November 1444, und die daraus resultierenden Kämpfe im St. Galler Rheintal (→Gefecht bei Koblach) und im Sarganserland (→Belagerung von Sargans) verlagerte sich das Kriegsgeschehen zunehmend vom zürcherischen Raum in die heutige Ostschweiz.
Im Juni 1445 plante die österreichische Seite einen kombinierten Angriff aus zwei Richtungen gegen Toggenburg und Appenzell. Das erste Aufgebot besammelte sich in Rheineck und sollte über Thal gegen die Appenzeller vorrücken. Das zweite Kontingent sammelte sich im österreichischen Winterthur, um gegen das Untertoggenburg vorzugehen. Es ist unklar, über welche Truppenstärke dieses Kontingent verfügte, da von den aufgebotenen 600 offenbar deutlich weniger erschienen als geplant; nach anderen Quellen waren es 300 bis 400 Kriegsknechte.

## Verlauf
Am Freitag, 11. Juni 1445, rückte das Winterthurer Aufgebot unter dem Kommando von Werner von Schienen aus und wurde in Aadorf durch zusätzliche Mannschaften aus Frauenfeld unter Hauptmann Heiri Egger verstärkt, die einen vermeintlich landeskundigen Mann mitbrachten, der aber einen schlechten Weg wählte. Entgegen den Befehlen unternahmen die Kriegsknechte zudem einen eigenmächtigen Plünderungszug über Sirnach gegen Dietschwil bei Kirchberg, wodurch wertvolle Zeit verloren ging. Bei Kirchberg überstiegen sie mit zwei Bannern die Letzi, die von Freiherr Petermann von Raron zuvor zur Verteidigung des Landes nach Norden hin bei Oetwil angelegt worden war. Als sie in Kirchberg zwölf Häuser in Brand steckten, einen Mann erschossen und weitere verwundeten, wurde das lokale Aufgebot dadurch sofort alarmiert. Hinter der Letzi gerieten sie deswegen in einen Hinterhalt, und es setzte nun ein hinhaltendes Geplänkel ein, bis Petermann mit Verstärkung eintraf. Als die Toggenburger sich nun im Vorteil wähnten, folgte ein Angriff gegen die österreichischen Truppen. Der Bannerträger aus Winterthur versuchte mit zwölf Mann erfolglos, den Verlust der Fahne der Stadt zu verhindern. Die österreichischen Truppen zogen sich in der Folge fluchtartig zurück.

## Folgen
Das andere Kontingent wurde am gleichen Tag in der Schlacht bei Wolfhalden von den Appenzellern abgewiesen; dadurch war diese Unternehmung der Österreicher militärisch auf der ganzen Linie gescheitert. Die österreichischen Verluste allein bei Kirchberg werden mit 72 bis 75 Gefallenen beziffert, es wurden zudem auch viele Gefangene gemacht.
Petermann von Raron berichtete noch am 11. Juni den Schwyzern in Pfäffikon über den Verlauf des Gefechts. Ausserdem gab er an, die Gefangenen hätten ausgesagt, dass ihnen in nächster Zukunft Hilfe von König Friedrich III. zukommen werde. Sie seien auch von dem kürzlich erfolgten Anschlag der Schwyzer unterrichtet, und es seien 7000 Mann bereit, gegen die Schwyzer vorzugehen.
Ein rechtliches Nachspiel hatte das Gefecht für die Stadt Winterthur, welche allein 50 der über 70 Toten, den Verlust der Fahne sowie eine beträchtliche Menge an verlorenem Beutegut zu beklagen hatte. Dort wurde der Hauptmann und Ratsherr Hans Christian vom Winterthurer Rat angeklagt, ohne dessen Wissen und Einwilligung mutwillig einen schlecht vorbereiteten Raubzug («Galgenreise») durchgeführt und Vorsichtsmassnahmen missachtet zu haben. Ausserdem wurde ihm vorgeworfen, im Gefecht schmählich geflohen zu sein. Das Schiedsgericht wurde im Auftrag von Herzog Albrecht VI. durch Freiherr Hans von Klingenberg in Ossingen abgehalten. Christian verteidigte sich damit, dass der in Winterthur stationierte Hauptmann Werner von Schienen auf eine militärische Aktion gedrängt habe, da dieser durch eine allzu passive Haltung befürchtete, sich den Unmut der Kriegsknechte zuzuziehen. «Wir sind gar lang stillgelegen, dan ich getar (traue) schier nit me gen Zurich komen, spotthalb der gesellen daselbs.» Ein abschliessendes Urteil ist allerdings nicht überliefert.